# Dageraadsbrug
De Dageraadsbrug (brug 353) is een vaste brug in Amsterdam-Centrum.

## Ligging
De verkeersbrug, waarover ook tramlijn 7 rijdt, vormt de verbinding tussen de Sarphatistraat en de Czaar Peterstraat. Ze overspant daarbij de grens van de Nieuwe Vaart (Nieuwevaart) met haar kades Oostenburgergracht en Cruquiuskade. Ten oosten van de brug staat de molen De Gooyer.

## Geschiedenis
Eind 19e eeuw lag hier een ophaalbrug onder de naam Oetewalerbrug. Toen die brug werd vervangen door een draaibrug kreeg ze de naam Dageraadsbrug, vernoemd naar scheepswerf De Dageraad, die hier aan de Nieuwe Vaart lag. Amsterdam was in verband met de geringe doorvaartbreedte niet verzot op draaibruggen, ook was het draaimechaniek steeds defect. In 1922 deed zich het fenomeen voor, dat de brug door de hitte zo uitgezet was, dat die na opening voor de scheepvaart niet meer dicht kon. Zo kwam het dat er in 1934/35 alweer een nieuwe brug kwam. Die brug werd al in 1931 ontworpen door Piet Kramer, de crisis stelde de bouw uit. Hij tekende een bouwwerk in de Amsterdamse School met baksteen, natuursteen (graniet) en siersmeedijzeren balustrades. Alleen beeldhouwwerken van Hildo Krop ontbreken hier. De constructie van de rijbaan werd van staal en beton. Door dit bouwwerk werd de rijbaanbreedte verveelvoudigd (van 6,83 tot 26,5 meter).
Tegelijkertijd werd bij die brug een spoorbrug neergelegd, die in 2019 door de omleiding van het treinverkeer werd afgebroken.
De brug kende diverse namen: Oetewalerbrug (naar het voormalige dorp Oetewaal), Eerste schansbrug (verdedigingslinie), Papenkerkbrug (de bewoners van Oetewaal bleven na de hervorming van 1578 katholiek).

## Afbeeldingen

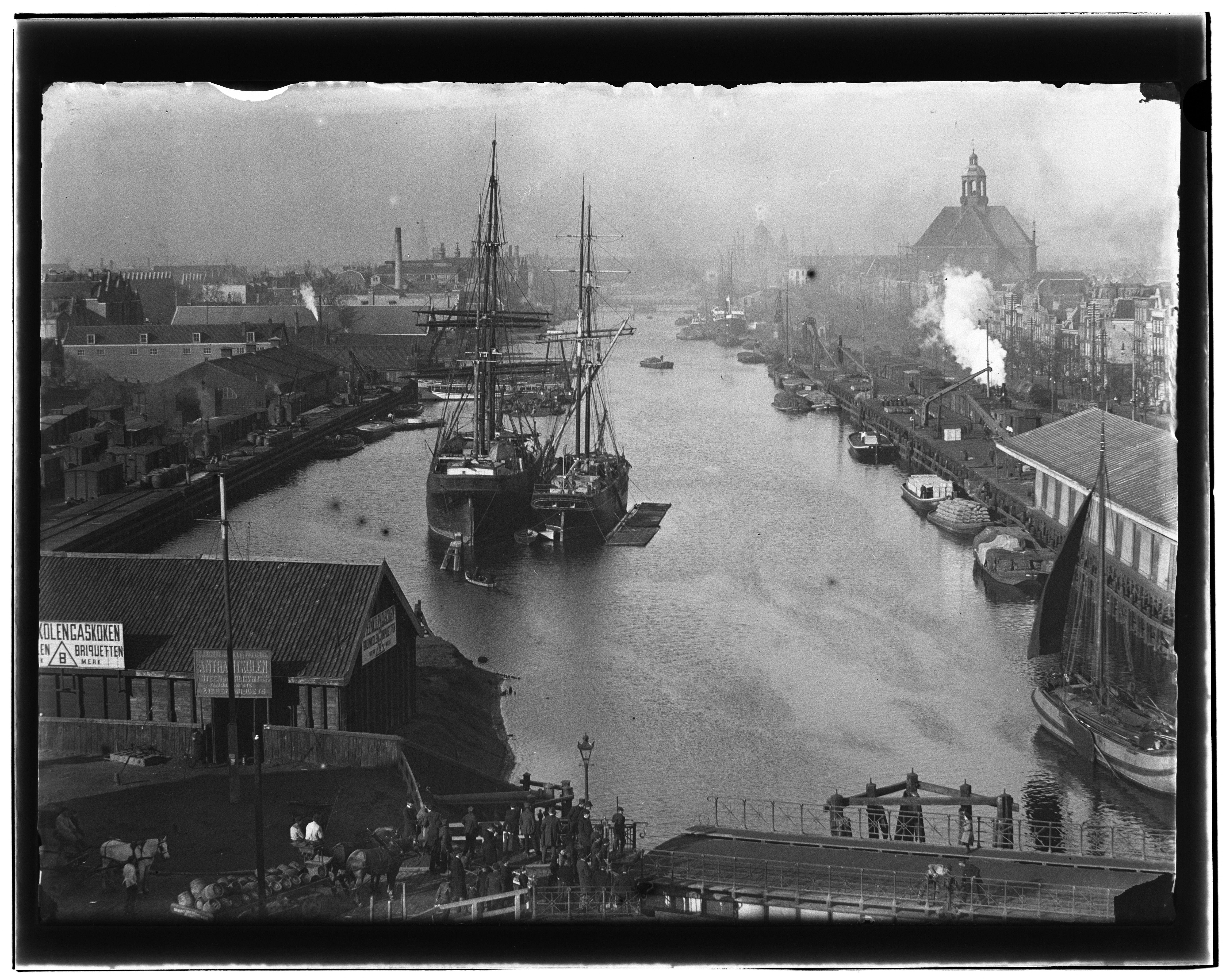
De draaibrug op 1 november 1896 in geopende toestand, vastgelegd door Jacob Olie
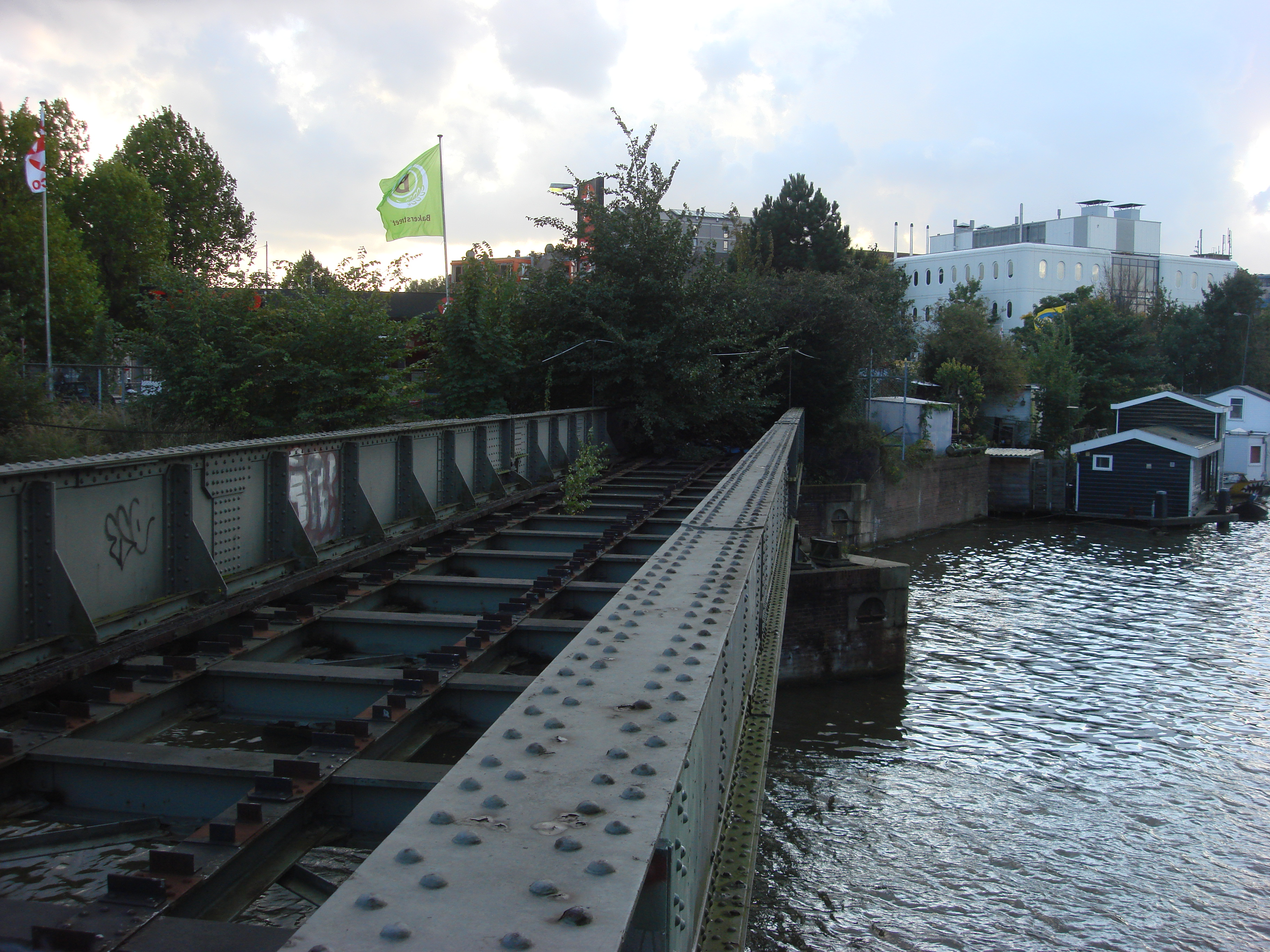
De oude spoorbrug in 2008, gesloopt in 2013
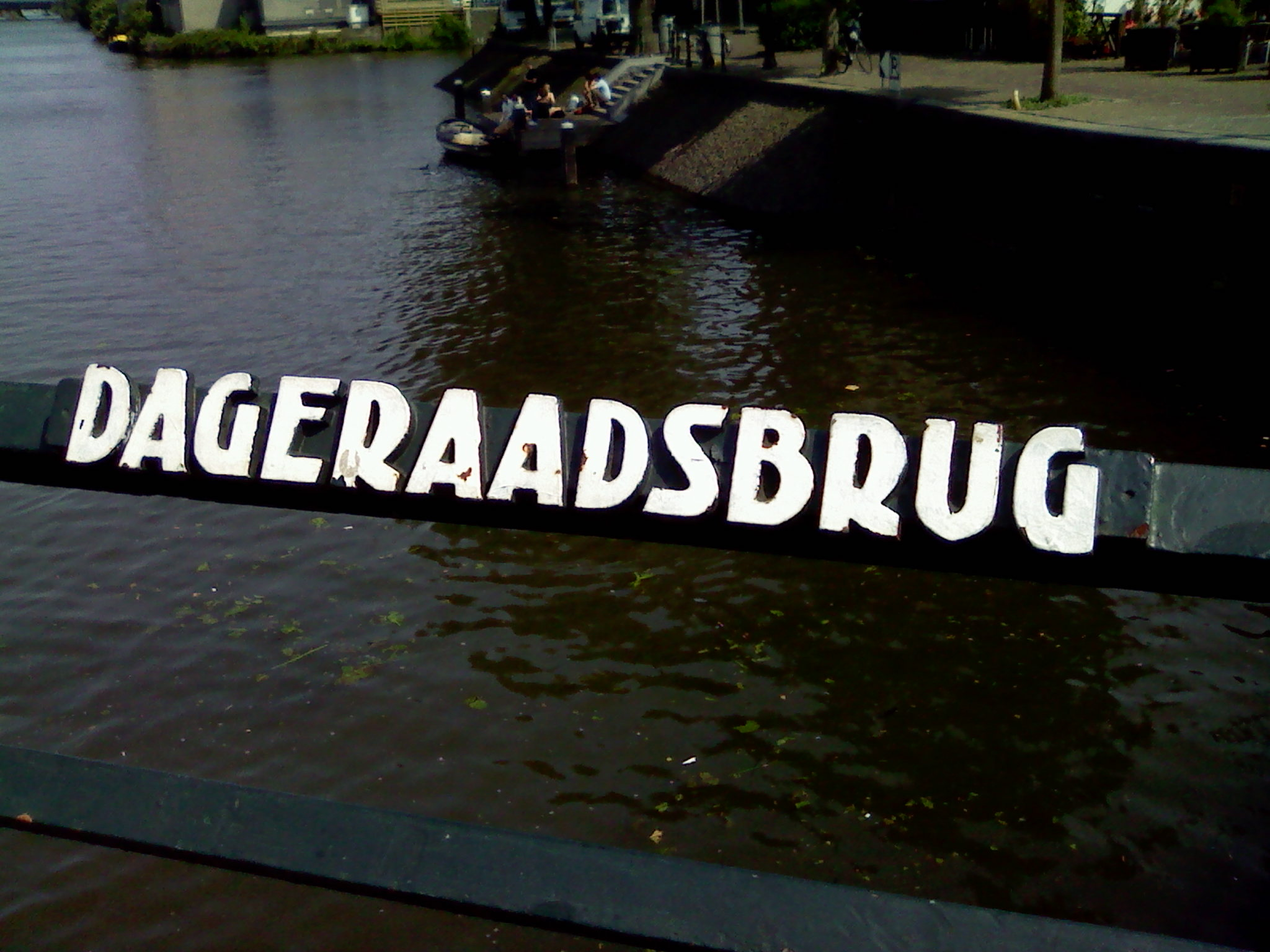
Naambord

<<< · 300 · 301 · 302 · 303 · 304 · 305 · 306 · 307 · 308 · 309 · 310 · 311 · 312 · 313 · 314 · 315 · 316 · 317 · 318 · 320 · 321 · 322 · 323 · 324 · 325 · 327 · 328 · 330 · 331 · 332 · 333 · 334 · 335 · 336 · 337 · 338 · 339 · 340 · 341 · 342 · 343 · 344 · 345 · 346 · 347 · 348 · 349 · 350 · 351 · 352 · 353 · 354 · 355 · 356 · 357 · 358 · 359 · 360 · 361 · 362 · 363 · 364 · 365 · 366 · 367 · 368 · 371 · 372 · 373 · 374 · 375 · 376 · 377 · 378 · 379 · 380 · 381 · 382 · 383 · 385 · 386 · 387 · 388 · 389 · 390 · 391 · 392 · 393 · 394 · 395 · 396 · 397 · 398 · 399 · >>>
Brugnummers 319, 326, 329 (tijdelijke duiker in de Ringspoordijk), 369, 370, 384 zijn niet (meer) vergeven.